# Mistika
Mistika là một chi bọ cánh cứng trong họ Chrysomelidae.
Chi này được miêu tả khoa học năm 2001 bởi Mohamedsaid.

## Các loài
Chi này gồm các loài:
- Mistika malaysiana Mohamedsaid, 2001